# Suzanne Thoma

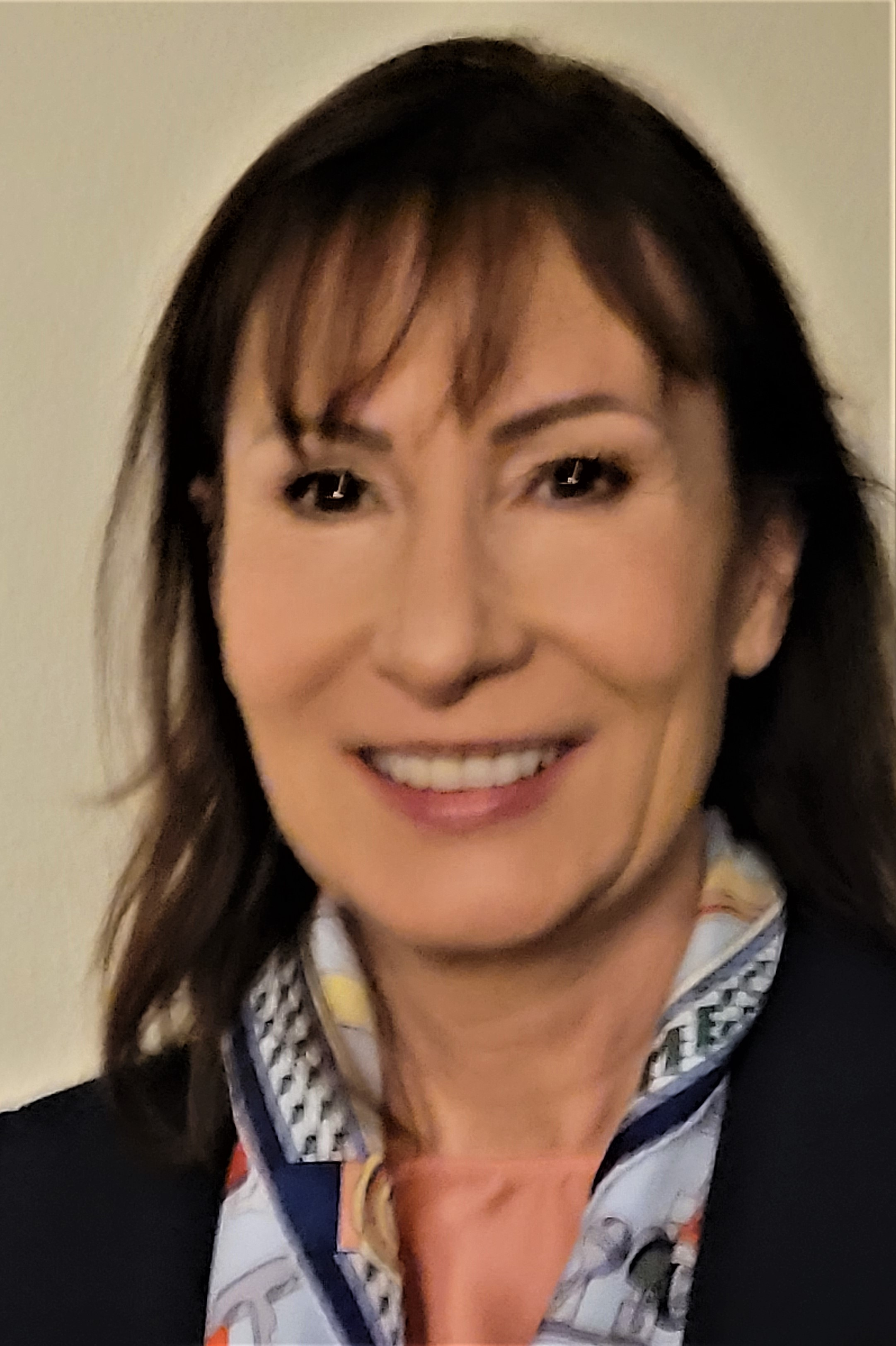
Suzanne Thoma (2022)

Suzanne Alice Thoma (* 1. Februar 1962; heimatberechtigt in Cham ZG) ist eine Schweizer Managerin. Thoma ist derzeit Executive Chairwoman von Sulzer, einem an der SIX Swiss Exchange kotierten Technologieunternehmen für Kerninfrastruktur und industrielle Prozesse. Von 2013 bis 2022 war sie CEO des internationalen Energie-, Engineering- und Dienstleistungsunternehmens BKW in Bern, Schweiz.

## Werdegang
Suzanne Thoma wuchs in Zug als Tochter eines ETH-Physikers auf. Nach Abschluss des Gymnasiums studierte sie Chemie an der ETH Zürich und wurde mit der Arbeit Interactions between macro- and micromixing in stirred tank reactors bei John Russel Bourne an derselben Hochschule 1989 als Doktorin der Technischen Wissenschaften promoviert. Ab 1990 war sie bei der Firma Ciba Spezialitätenchemie AG (heute BASF) in verschiedenen Funktionen bis 2002 tätig. Erstmals übernahm Thoma 2007 die Funktion einer Geschäftsführerin bei dem auf Hightech-Materialien spezialisierten Spin-off Rolic Technologies. Es handelt sich dabei um die Weiterführung von Entwicklungsarbeiten im Bereich der Flüssigkristallanzeigen (LCDs), welche die Firma Roche Holding aufgab und an Rolic abtrat. Nach einem Abstecher zur Weidmann Holding in Rapperswil-Jona stieg sie 2010 in die BKW Energie AG, ehemals Bernische Kraftwerke, als Leiterin der Netzsparte ein. 2013 wurde sie Geschäftsführerin (CEO) dieses Unternehmens und führte eine strategisch geplante Umpositionierung von BKW durch. So setzte sie den Ausstieg aus dem unternehmenseigenen Kernkraftwerk Mühleberg (KKM) aus wirtschaftlichen Gründen per 2019 durch. Die ursprüngliche Planung von BKW sah jedoch den Bau eines leistungsfähigen Ersatz-Kernkraftwerks mit neuester Technik vor. Nach dem politischen Entscheid der Schweiz für den Atomausstieg war dieses Vorhaben nicht mehr durchführbar. Sie erweiterte das BKW-Geschäftsfeld der Elektroinstallation durch die Übernahme von 130 in- und ausländischen kleineren und mittelgrossen Ingenieurbüros und Energiedienstleistern. Nachdem Thoma bereits 2021 in den Verwaltungsrat der Sulzer AG gewählt worden war, wechselte sie von BKW zu Sulzer und wurde im April 2022 Verwaltungsratspräsidentin. Per 1. November 2022 übernahm sie zusätzlich die Geschäftsleitung bei Sulzer.  In dieser Doppelfunktion Thoma berief neue Mitglieder in das Managementteam von Sulzer und arbeitete mit ihnen zusammen, um das Unternehmen neu auszurichten. Im Jahr 2024 wurde die neue Unternehmensstrategie „Sulzer 2028“ vorgestellt, die Wachstum und höhere Gewinne verspricht.

## Weitere Tätigkeiten
- bis 2022: Präsidentin der Volkswirtschaftlichen Gesellschaft des Kantons Bern
- Vizepräsidentin der Stiftung Avenir Suisse, Schweiz
- Mitglied der Schweizerischen Akademie der Technischen Wissenschaften
- Investorin und Verwaltungsrätin der Swiss Ventures Group AG, Zürich
- ab Oktober 2024: Stiftungsrätin der ETH Foundation[10]

## Auszeichnungen
- 2021: Ehrenrätin der ETH Zürich[11]
- 2022: Die Handelszeitung wählte Thoma als Dritte des jährlichen Rankings der Schweizer-Unternehmensführer[12]